# Paul Nihill
Paul Nihill, född 5 september 1939 i Colchester i Essex, död 15 december 2020 i Gillingham i Kent, var en brittisk friidrottare inom gång.
Nihill blev olympisk silvermedaljör på 50 kilometer gång vid sommarspelen 1964 i Tokyo.
Han avled den 15 december 2020 i sviterna av Covid-19. 